# Olympia Press
The Olympia Press ou Société Maurice Girodias Éditeur est une maison d'édition implantée à Paris et lancée en avril 1953 (immatriculée le 30 août 1956) par Maurice Girodias (pseudonyme de Maurice Kahane).

## Histoire
Olympia Press se voulait comme une version nouvelle de la maison d'édition Obelisk Press dont Girodias a hérité par son père Jack Kahane. Elle publia un mélange de fictions érotiques et avant-gardistes, principalement en anglais. La première adresse du siège parisien est située au 2 bis, rue des Ciseaux (6e). Par ailleurs, Girodias avait fondé en 1940, une autre maison, les Éditions du Chêne.
En 1953, un premier ouvrage sort sous cette marque, Plexus de Henry Miller. La maison reprend ensuite la revue Merlin et commence à publier une collection d'ouvrage, « Merlin, a collection of contemporary writing », jusqu'en 1955 : c'est dans cette revue que Samuel Beckett est publié pour la première fois pour un public anglophone. Le 12 août 1954, les revues érotiques que cette maison édite, The Stripteaser et The Teaser pure and simple, sont interdites de vente aux mineurs. On trouve alors une nouvelle adresse pour le siège parisien, le 8 de la rue de Nesle (6e).
La principale collection, « The Travellers Companion Serie » (1955-1966), publie plus d'une centaine de titres numérotés sous couverture verte, dont des œuvres de Sade.
La maison fut surtout connue, par effet de scandale, pour le premier tirage de Lolita de Vladimir Nabokov, qui fut interdit de vente en décembre 1956, en même temps que vingt-quatre autres ouvrages publiés par Girodias, dont ceux d'Alexander Trocchi, de facture érotique, et publiés sous le couvert de pseudonymes. En janvier 1958, Girodias parvient à faire casser la décision du tribunal administratif de Paris : il peut recommencer à commercialiser ses ouvrages en librairie. Cette même année, en octobre, sort Candy, roman érotique de Mason Hoffenberg (en) et du futur scénariste Terry Southern. Le siège parisien est signalé en 1960 au 7 rue Saint-Séverin (5e).
Entre décembre 1961 et avril 1963, est publiée Olympia, a monthly review from Paris published by the Olympia press, une revue littéraire qui n'aura que quatre livraisons. Des textes inédits de Lawrence Durrell, Brion Gysin, Ian Sommerville, William Burroughs, Gregory Corso, parmi d'autres, y paraîtront,.
En mars 1962, Professional Charmer de Robert Desmond est interdit de vente aux mineurs, tout comme l'année suivante, Adam and Eve de Marcus Van Heller (pseudonyme de John Stevenson), The New Organization de Harriet Daimler (pseudonyme de Iris Owens (en)), The Beaten and the Hungry de B. von Soda, Lash de Ruth Lesse, The Corpse wore grey de Peter O'Neill, Without violence de Robert Desmond et Whipsdom de Greta X (pseudonyme de John Millington Ward).
Olympia Press fut le premier éditeur du Festin nu de William S. Burroughs et de l'un des premiers essais critiques contre la Scientologie, Inside Scientology/Dianetics de Robert Kaufman. Vivant à Paris, le poète sud-africain Sinclair Beiles fut éditeur aux côtés de Girodias.
Girodias cesse de publier sous la marque The Olympia Press en janvier 1966 à Paris, après avoir édité la première traduction en anglais de Histoire d'O de Pauline Réage. Il monte une structure à New York et à Londres, sous le même nom et conjointement avec The New English Library. Fin 1967, il signe avec Valerie Solanas un contrat d'édition, et l'année suivante sort SCUM Manifesto. Cette structure s'arrête en 1974. Elle reprend de nombreux titres du catalogue antérieur qu'elle fait traduire en allemand et en italien.
Girodias relance à Paris en 1971-1972 une maison d'édition sous le nom de Nouvelle Société Olympia au 8 rue Saint-Marc (2e), qui publie des ouvrages en français, dont Speed. La Déglingue de William Burroughs, présenté par Allen Ginsberg et SCUM Manifesto de Valerie Solanas, présenté par Christiane Rochefort.

## Autres collections ou marques
De nombreux auteurs de cette maison utilisaient des pseudonymes. Girodias créa par ailleurs des marques (imprints), sans indication d'adresse, pour publier certains textes à l'abri de la censure.
- The Atlantic Library (1954)[10]
- The Ophelia Press (1958–1971)
- La Grande Séverine (1960) — où publia Norman Rubington (1921-1991) dit « Akbar del Piombo »
- Ophir Books (1961)
- Far-Out Books (1961)
- Othello Books (1962)
- Odyssey Library (1963-1964)
- Marie Concorde (1970-1971)[11]

### Articles liés
- Eric Losfeld
- Grove Press
- Jean-Jacques Pauvert